# Чемпіонат України з гандболу серед жінок 2013—2014
Чемпіонат України з гандболу серед жінок 2013/2014 — двадцять третій чемпіонат України

## Суперліга
| № | Команда                    | І  | В  | Н | П  | М       | О  |
| - | -------------------------- | -- | -- | - | -- | ------- | -- |
|   | «Карпати» Ужгород          | 15 | 12 | 1 | 2  | 419-323 | 25 |
|   | «Галичанка» Львів          | 15 | 11 | 0 | 4  | 373-319 | 22 |
|   | «Дніпрянка» Херсон         | 15 | 5  | 1 | 9  | 337-368 | 11 |
| 4 | РЕАЛ-МОШВСМ-НУК (Миколаїв) | 15 | 1  | 0 | 14 | 340-459 | 2  |
| - | ПУ-ДПС-БВУФК (Ірпінь)      | 0  | 0  | 0 | 0  | 0-0     | 0  |
| - | «Спартак» Київ             | 0  | 0  | 0 | 0  | 0-0     | 0  |

Команди ПУ-ДПС-БВУФК (Ірпінь) та «Спартак» Київ було знято з чемпіонату, а всі зіграні ними матчі анульовано.